# Parc de Tähtvere
Le parc de Tähtvere (en estonien : Tähtvere park) est un parc du quartier Tähtvere de Tartu en Estonie,.

## Présentation
Le parc est situé entre la rue Friedrich Reinhold Kreutzwaldi tänav et l'avenue Laulupeo puiestee.
La superficie du parc est de 7,2 hectares.

## Galerie

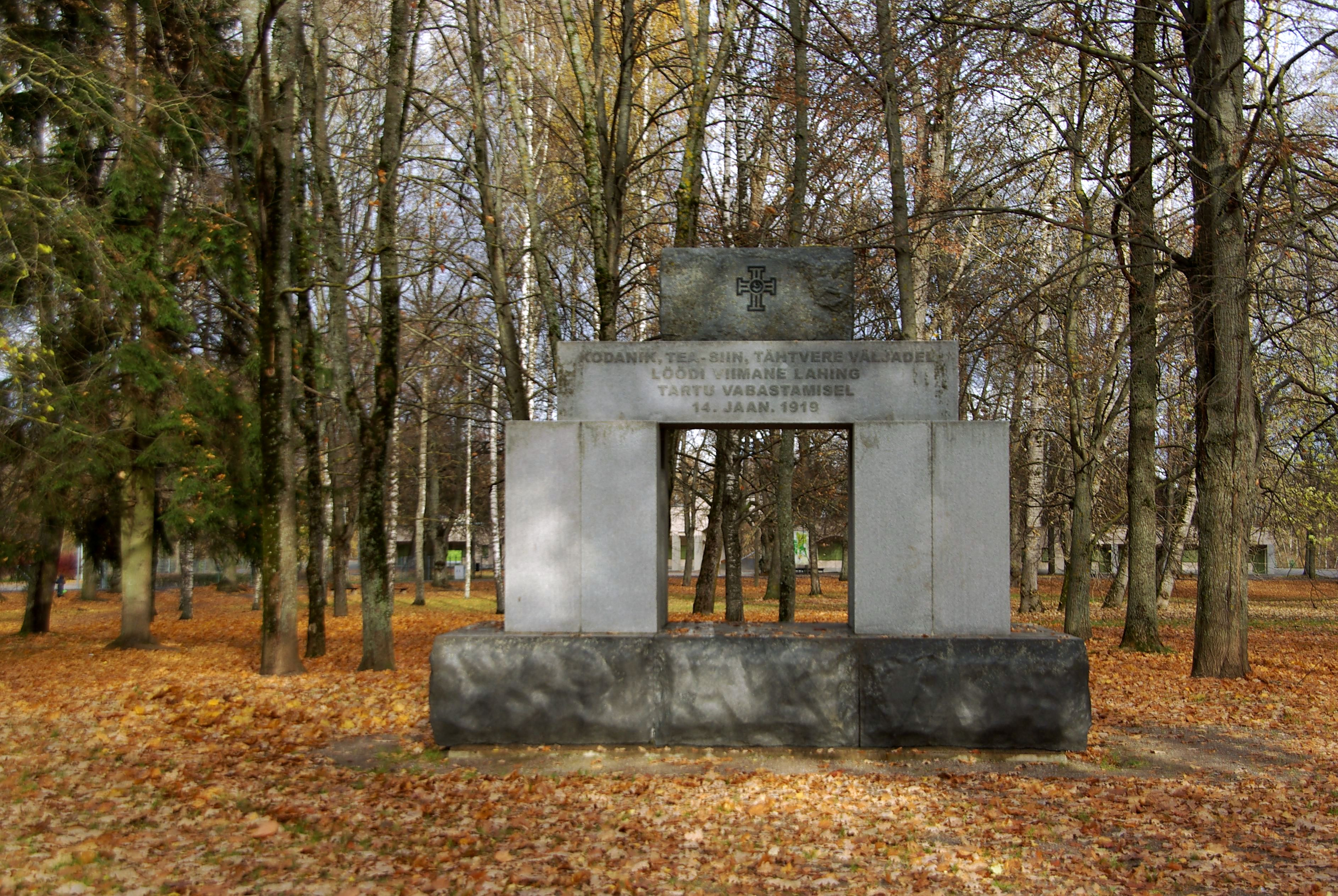